# Shan (Heze)
Der Kreis Shan (chinesisch 单县, Pinyin Shàn Xiàn) ist ein Kreis, der zum Verwaltungsgebiet der bezirksfreien Stadt Heze im Südwesten der ostchinesischen Provinz Shandong gehört. Die Fläche beträgt 1.702 Quadratkilometer und die Einwohnerzahl 1.063.243 (Stand: Zensus 2010). 1999 zählte Shan 1.134.337 Einwohner.